# جوانا مرانشو
جوانا مرانشو (انگلیسی: Joanna Maranhão؛ زادهٔ ۲۹ آوریل ۱۹۸۷) ورزشکار ورزش شنا اهل برزیل است.
وی در مسابقات کشوری و بین‌المللی در مجموع برندهٔ ۵ مدال طلا، ۳ مدال نقره و ۶ مدال برنز شده‌است.